# Deryk Engelland
Deryk Engelland (né le 3 avril 1982 à Edmonton, dans la province de l'Alberta au Canada) est un joueur professionnel canadien de hockey sur glace. Il a été repêché en sixième ronde, 194e au total par les Devils du New Jersey.

## Carrière de joueur

### Début de carrière
Deryk, nait en 1982 à Edmonton. Sa carrière commence alors en 1998 avec les Warriors de Moose Jaw, une équipe de la LHOu alors qu'il n'avait que 16 ans. Sa première année ne compta que 2 petits matchs, mais dès l'année suivante, il devint un joueur régulier dans l'organisation des Warriors. À la fin de cette année, Deryk se fit repêcher en sixième ronde, 194e au total par les Devils du New Jersey.  Il continue cependant à jouer pour l'équipe de Moose Jaw pendant 3 autres années où il joua 186 matchs de saison régulière et 29 en Série éliminatoire.

### Carrière professionnelle

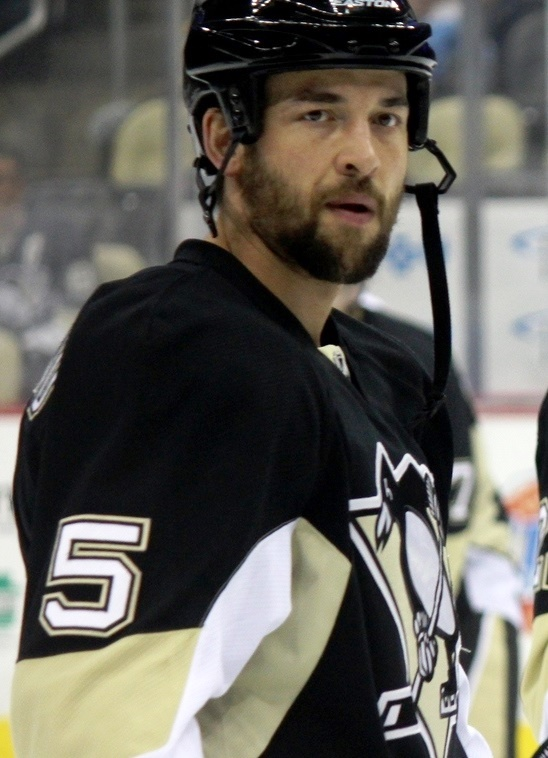
Deryk Engelland avec les Penguins de Pittsburgh en mars 2014

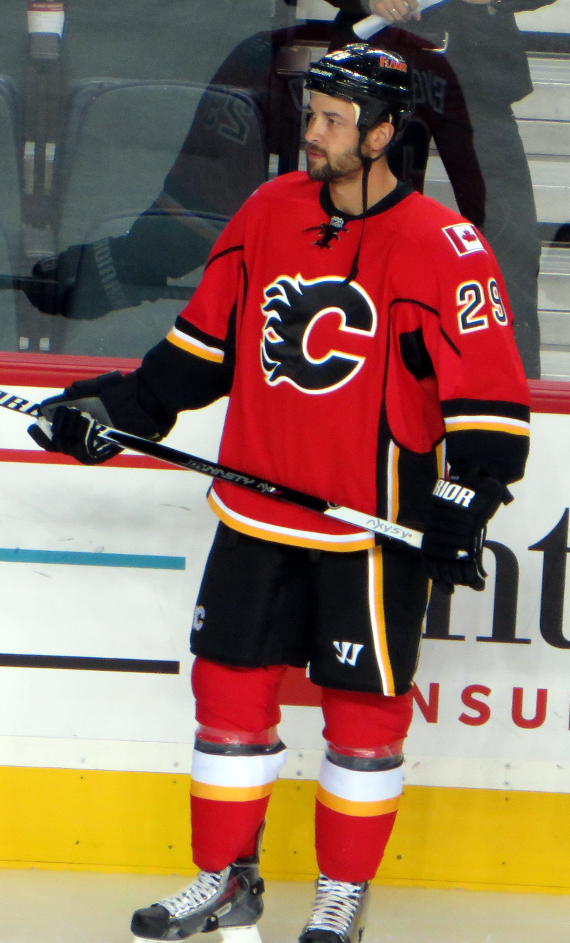
Deryk Engelland avec les Flames de Calgary en octobre 2014

Deryk commence sa carrière professionnelle en 2003 avec les Wranglers de Las Vegas dans l'ECHL, troisième ligue d'Amérique du Nord après la LNH et la LAH. Lors de cette même année, il joua pour une équipe de la LAH, les Lock Monsters de Lowell. L'année suivante fut marqué par le stabilité de Engelland avec l'équipe basé à Las Vegas dans l'ECHL. En 2005, Deryk joue toujours dans la même ligue, mais cette fois-ci pour les Stingrays de la Caroline du Sud et fit un retour dans la LAH avec les Bears de Hershey. L'année suivante ressembla énormément à la précédente, mais plus majoritairement joué avec les Bears et avec les Royals de Reading pour l'ECHL, où il ne joua que 6 matchs.
Durant l'été 2007, il signa un contrat avec les Penguins de Pittsburgh et joua pour les Penguins de Wilkes-Barre/Scranton club-école de Pittsburgh dans la LAH, de même pour l'année suivante. Le 11 février 2008, il signa une extension de 2 ans avec les Penguins. L'année 2009-10, fut aussi jouer avec les Penguins de Wilkes-Barre/Scranton, mais seulement en partie car il fit ses débuts dans la LNH avec les Penguins de Pittsburgh le 10 novembre 2009 contre les Bruins de Boston. Le 19 mai 2010, il signe un contrat de 2 ans, toujours avec Pittsburgh. Pour la saison 2010-11 il devint régulier dans la ligue nationale et marqua son premier but le 12 novembre 2010. Le 14 janvier 2011, il signa de nouvelle fois une extension de contrat, cette fois-ci, de 3 ans, mais toujours avec les Penguins de Pittsburgh.
Le 1er juillet 2014, il s'entend à titre d'agent libre avec les Flames de Calgary.
Le 21 juin 2017, il est repêché des Flames par les Golden Knights de Vegas lors du repêchage d'expansion de la LNH 2017.

## Statistiques
| Saison     | Équipe                            | Ligue      |     | Saison régulière | Saison régulière | Saison régulière | Saison régulière | Saison régulière |   | Séries éliminatoires | Séries éliminatoires | Séries éliminatoires | Séries éliminatoires | Séries éliminatoires |
| Saison     | Équipe                            | Ligue      | PJ  | B                | A                | Pts              | Pun              | PJ               | B | A                    | Pts                  | Pun                  |                      |                      |
| 1998-1999  | Warriors de Moose Jaw             | LHOu       | 2   | 0                | 0                | 0                | 0                | -                | - | -                    | -                    | -                    |                      |                      |
| 1999-2000  | Warriors de Moose Jaw             | LHOu       | 55  | 0                | 5                | 5                | 62               | 4                | 0 | 0                    | 0                    | 0                    |                      |                      |
| 2000-2001  | Warriors de Moose Jaw             | LHOu       | 65  | 4                | 11               | 15               | 157              | 4                | 0 | 0                    | 0                    | 10                   |                      |                      |
| 2001-2002  | Warriors de Moose Jaw             | LHOu       | 56  | 7                | 10               | 17               | 102              | 12               | 0 | 2                    | 2                    | 27                   |                      |                      |
| 2002-2003  | Warriors de Moose Jaw             | LHOu       | 65  | 3                | 8                | 11               | 199              | 13               | 1 | 1                    | 2                    | 20                   |                      |                      |
| 2003-2004  | Wranglers de Las Vegas            | ECHL       | 35  | 2                | 11               | 13               | 63               | 2                | 0 | 0                    | 0                    | 0                    |                      |                      |
| 2003-2004  | Lock Monsters de Lowell           | LAH        | 26  | 0                | 0                | 0                | 34               | -                | - | -                    | -                    | -                    |                      |                      |
| 2004-2005  | Wranglers de Las Vegas            | ECHL       | 72  | 5                | 16               | 21               | 138              | -                | - | -                    | -                    | -                    |                      |                      |
| 2005-2006  | Stingrays de la Caroline du Sud   | ECHL       | 35  | 3                | 13               | 16               | 20               | -                | - | -                    | -                    | -                    |                      |                      |
| 2005-2006  | Bears de Hershey                  | LAH        | 37  | 0                | 4                | 4                | 77               | 1                | 0 | 0                    | 0                    | 0                    |                      |                      |
| 2006-2007  | Bears de Hershey                  | LAH        | 44  | 4                | 6                | 10               | 95               | 14               | 0 | 0                    | 0                    | 14                   |                      |                      |
| 2006-2007  | Royals de Reading                 | ECHL       | 6   | 0                | 3                | 3                | 8                | -                | - | -                    | -                    | -                    |                      |                      |
| 2007-2008  | Penguins de Wilkes-Barre/Scranton | LAH        | 80  | 2                | 15               | 17               | 141              | 23               | 1 | 3                    | 4                    | 14                   |                      |                      |
| 2008-2009  | Penguins de Wilkes-Barre/Scranton | LAH        | 80  | 3                | 11               | 14               | 143              | 12               | 0 | 2                    | 2                    | 6                    |                      |                      |
| 2009-2010  | Penguins de Wilkes-Barre/Scranton | LAH        | 71  | 5                | 6                | 11               | 121              | 4                | 0 | 1                    | 1                    | 7                    |                      |                      |
| 2009-2010  | Penguins de Pittsburgh            | LNH        | 9   | 0                | 2                | 2                | 17               | -                | - | -                    | -                    | -                    |                      |                      |
| 2010-2011  | Penguins de Pittsburgh            | LNH        | 62  | 3                | 7                | 10               | 123              | -                | - | -                    | -                    | -                    |                      |                      |
| 2011-2012  | Penguins de Pittsburgh            | LNH        | 73  | 4                | 13               | 17               | 56               | 6                | 0 | 1                    | 1                    | 14                   |                      |                      |
| 2012-2013  | Rosenborg IHK                     | GET-ligaen | 15  | 1                | 8                | 9                | 43               | -                | - | -                    | -                    | -                    |                      |                      |
| 2012-2013  | Penguins de Pittsburgh            | LNH        | 42  | 0                | 6                | 6                | 54               | 7                | 0 | 0                    | 0                    | 8                    |                      |                      |
| 2013-2014  | Penguins de Pittsburgh            | LNH        | 56  | 6                | 6                | 12               | 58               | -                | - | -                    | -                    | -                    |                      |                      |
| 2014-2015  | Flames de Calgary                 | LNH        | 76  | 2                | 9                | 11               | 53               | 11               | 0 | 1                    | 1                    | 50                   |                      |                      |
| 2015-2016  | Flames de Calgary                 | LNH        | 69  | 3                | 9                | 12               | 54               | -                | - | -                    | -                    | -                    |                      |                      |
| 2016-2017  | Flames de Calgary                 | LNH        | 81  | 4                | 12               | 16               | 85               | 4                | 0 | 0                    | 0                    | 2                    |                      |                      |
| 2017-2018  | Golden Knights de Vegas           | LNH        | 79  | 5                | 18               | 23               | 24               | 20               | 0 | 2                    | 2                    | 26                   |                      |                      |
| 2018-2019  | Golden Knights de Vegas           | LNH        | 74  | 2                | 10               | 12               | 18               | 7                | 0 | 1                    | 1                    | 8                    |                      |                      |
| 2019-2020  | Golden Knights de Vegas           | LNH        | 49  | 1                | 5                | 6                | 37               | -                | - | -                    | -                    | -                    |                      |                      |
| Totaux LNH | Totaux LNH                        | Totaux LNH | 671 | 30               | 97               | 127              | 579              | 55               | 0 | 5                    | 5                    | 108                  |                      |                      |

## Trophées et distinstions

### Ligue américaine de hockey
- Il remporte la Coupe Calder avec les Bears de Hershey en 2005-2006.